# 4339 Almamater
4339 Almamater eller 1985 UK är en asteroid i huvudbältet som upptäcktes den 20 oktober 1985 av den tjeckiske astronomen Antonín Mrkos vid Kleť-observatoriet i Tjeckien. Den är uppkallad efter det latinska ordet Alma mater.
Asteroiden har en diameter på ungefär 4 kilometer.